# Francesco d'Assisi (film 1961)
Francesco d'Assisi (Francis of Assisi) è un film del 1961 diretto da Michael Curtiz.

## Trama
Biografia romanzata di san Francesco d'Assisi. Figlio del ricco mercante Pietro di Bernardone, sceglierà di combattere nelle truppe pontificie accanto all'amico Paolo di Vandria. Ma sentita la voce di Dio, diserta e viene incarcerato.
Fatto liberare dall'amica Chiara rinuncia ai suoi averi e veste un povero saio, radunando alcuni confratelli e trovando l'opposizione di Paolo, divenuto cavaliere. La sua regola è approvata da papa Innocenzo III mentre lui comincia a predicare per l'Italia.
Parte per la Terra Santa per predicare il vangelo ai saraceni e al sultano d'Egitto e da questi è ospitato. Ritorna ad Assisi quasi cieco e trova i suoi frati che hanno modificato la regola.
Si ritira in un eremo sul monte della Verna e lì riceve le stimmate. Morirà alla Porziuncola, assistito solamente dai frati, da Chiara e da Paolo che si è appena pentito di aver insultato l'amico e di avere condotto una vita al servizio delle armi e della guerra.